# Tenhults IF
Tenhults IF, bildad 1912, är en idrottsförening från orten Tenhult i Jönköpings kommun i Sverige. Föreningen utövar fotboll och har tidigare även haft ishockey på programmet. Den 19 september 2006 vann Tenhults IF för första gången Smålandscupen i fotboll för herrar genom att besegra Nässjö FF med 5–4 på bortaplan i finalmatchen som i ordinarie speltid slutat 4–4. Numera har klubben fyra sektioner, utöver fotboll även innebandy, padel och tennis. Klubben spelar för närvarande i Div 4. 2012 vann klubben distriktsmästerskapet i Småland.
Alla sektioner, förutom innebandyn bedrivs på Kabevallen, där det finns två 11 mot 11-planer (varav en konstgräs) och en 5 mot 5-plan. Där finns också två padelbanor (utomhus) och en tennisplan. Dessutom är klubbhuset nyrenoverat.

I dag har Tenhults IF följande representationslag:
Fotboll
• Herrlag i division 4.
• Damlag i division 4.
Innebandy
• Herrlag i division 2 (nykomlingar, säsongen 23/24).